# New Criticism
El New Criticism és un corrent en crítica literària basat en el close-reading o lectura solament del text, deixant de banda coneixements sobre l'autor o l'època que puguin afectar la interpretació de l'escrit. Els seus defensors aplicaven tècniques properes a l'estructuralisme i el formalisme, fixant-se en l'estil i en l'ús de la llengua de les obres i sobretot en el simbolisme de les paraules. També afirmaven que altres corrents crítics usaven el text com a pur pretext, ja que no se centraven a explicar-lo sinó com a exponent d'una idea o moviment social. Els detractors del New Criticism, per contra, argumenten que les circumstàncies on neix una obra són determinants, ja que si no es tenen en compte es pot córrer el risc d'interpretar-lo des d'ulls contemporanis o d'obviar la funció social de la literatura.
Ha posat èmfasi en la lectura atenta, en particular de la poesia, per descobrir com una obra de literatura funciona com un objecte estètic autònom i autoreferencial. El moviment va derivar el seu nom del llibre de 1941 de John Crowe Ransom The New Criticism.
El treball de l'estudiós de Cambridge IA Richards, especialment el seu Practical Criticism i The Meaning of Meaning, que oferia el que es deia que era un enfocament científic empíric, van ser importants per al desenvolupament de la nova metodologia crítica. També van ser molt influents els assaigs crítics de TS Eliot, com ara La tradició i el talent individual i Hamlet i els seus problemes, en els quals Eliot va desenvolupar les seves nocions de «teoria de la impersonalitat» i «correlatiu objectiu» respectivament. Els judicis valoratius d'Eliot, com la seva condemna de Milton i Dryden, el seu gust pels anomenats poetes metafísics i la seva insistència que la poesia ha de ser impersonal, van influir molt en la formació del cànon del New Criticism.
La noció d'ambigüitat és un concepte important dins del New Criticism; molts neocrítics destacats estaven encantats sobretot per la capacitat amb què un "text" pot transmetre múltiples significats simultàniament. A la dècada de 1930, I.A. Richards va agafar en préstec el terme sobredeterminació de Sigmund Freud (que Louis Althusser revisaria més tard en la teoria política marxista) per referir-se als múltiples significats que creu que sempre estan presents simultàniament en el llenguatge. Per a Richards, dir que una obra tenia "Un i només un significat veritable" era un acte de superstició (La filosofia de la retòrica, 39).

## Teoria del formalisme
La nova crítica es va desenvolupar com a reacció a les escoles d'història filològica i literària més antigues del nord dels EUA, que es van centrar en la història i el significat de les paraules individuals i la seva relació amb llengües estrangeres i antigues, fonts comparatives i les circumstàncies biogràfiques dels autors, prenent aquest enfocament sota la influència de l'erudició alemanya del segle xix. Els nous crítics consideraven que aquest enfocament tendia a distreure's del text i el significat d'un poema i descuidar completament les seves qualitats estètiques en favor de l'ensenyament sobre factors externs. D'altra banda, els nous crítics van menysprear l'escola de valoració literària, que es va limitar a assenyalar les "belleses" i les qualitats moralment elevadores del text, com a massa subjectives i emocionals. Condemnant-ho com una versió del romanticisme, van apuntar a un mètode més nou, sistemàtic i objectiu.
Es va sentir, sobretot pels escriptors creatius i pels crítics literaris de fora de l'acadèmia, que l'especial experiència estètica de la poesia i el llenguatge literari es perdia en el mar de l'erudició aliena i les efusions emocionals. Heather Dubrow assenyala que l'enfocament predominant de la beca literària era "l'estudi dels valors ètics i els problemes filosòfics a través de la literatura, el seguiment de la història literària i... la crítica política". La literatura es va abordar des de la seva trajectòria moral, històrica i social i l'erudició literària no es va centrar en l'anàlisi de textos.
Els nous crítics creien que l'estructura i el significat del text estaven íntimament connectats i no s'havien d'analitzar per separat. Per tal de tornar el focus dels estudis literaris a l'anàlisi dels textos, pretenien excloure de la seva anàlisi la resposta del lector, la intenció de l'autor, els contextos històrics i culturals i els biaixos moralistes. Aquests objectius es van articular a "Criticism, Inc" de Ransom. i "Miss Emily and the Bibliographer" d'Allen Tate.
La lectura atenta (o explicació del text) era un element bàsic dels estudis literaris francesos, però als Estats Units, les preocupacions estètiques i l'estudi dels poetes moderns eren la província dels assagistes i revisors de llibres no acadèmics més que d'estudiosos seriosos. El New Criticism va canviar això. Tot i que el seu interès per l'estudi textual es va trobar inicialment amb la resistència dels estudiosos més antics, els mètodes dels nous crítics van predominar ràpidament a les universitats nord-americanes fins que van ser desafiats per la crítica literària feminista i l'estructuralisme a la dècada de 1970. Van seguir altres escoles de teoria crítica, com ara el postestructuralisme i la teoria deconstruccionista, el nou historicisme i els estudis de recepció.
Tot i que els nous crítics mai van ser un grup formal, una inspiració important va ser l'ensenyament de John Crowe Ransom del Kenyon College, els estudiants del qual (tots sudistes), Allen Tate, Cleanth Brooks i Robert Penn Warren van desenvolupar l'estètica que va venir. conegut com la Nova Crítica. De fet, per a Paul Lauter, professor d'estudis americans al Trinity College, New Criticism és una reaparició dels agraris del sud. En el seu assaig, "The New Criticism", Cleanth Brooks assenyala que "The New Critic, com el Snark, és una bèstia molt esquiva", el que significa que no hi havia cap manifest, escola o postura clarament definits "New Critic". No obstant això, una sèrie d'escrits descriuen idees noves crítiques interrelacionades.
L'any 1946, William K. Wimsatt i Monroe Beardsley van publicar un clàssic i polèmic assaig de New Critical titulat " The Intentional Fallacy ", en el qual argumentaven fermament en contra de la rellevància de la intenció d'un autor, o del "significat previst" en l'anàlisi d'una obra literària.. Per a Wimsatt i Beardsley, les paraules de la pàgina eren tot el que importava; la importació de significats des de fora del text es considerava irrellevant i potencialment que distreu.
En un altre assaig, «La fal·làcia afectiva», que va servir com una mena d'assaig germà de "La fal·làcia intencional", Wimsatt i Beardsley també van desestimar la reacció personal/emocional del lector davant una obra literària com a mitjà vàlid per analitzar un text. Aquesta fal·làcia seria repudiada més tard pels teòrics de l'escola de teoria literària de resposta lectora. Un dels principals teòrics d'aquesta escola, Stanley Fish, va ser ell mateix format per New Critics. Fish critica Wimsatt i Beardsley en el seu assaig "Literature in the Reader" (1970).
El moment àlgid de la Nova Crítica als instituts i col·legis nord-americans va ser les dècades de la Guerra Freda entre 1950 i mitjans dels setanta. La comprensió de la poesia i la comprensió de la ficció de Brooks i Warren es van convertir en elements bàsics durant aquesta època.
L'estudi d'un passatge de prosa o poesia en l'estil New Critical requeria un escrutini acurat i exigent del passatge en si. Per identificar el tema del text es van utilitzar elements formals com la rima, el metre, l'ambientació, la caracterització i la trama. A més del tema, els nous crítics també van buscar la paradoxa, l'ambigüitat, la ironia i la tensió per ajudar a establir la millor i més unificada interpretació del text.
Tot i que el New Criticism ja no és un model teòric dominant a les universitats americanes, alguns dels seus mètodes (com la lectura propera) segueixen sent eines fonamentals de la crítica literària, que sustenten una sèrie d'enfocaments teòrics posteriors a la literatura, com ara el postestructuralisme, la teoria de la desconstrucció, la narrativa del Nou Testament, la crítica i la teoria de la resposta del lector. S'ha atribuït l'anticipació de les idees del gir lingüístic i per mostrar importants paral·lelismes ideològics i històrics amb el positivisme lògic.

## New Criticism
Sovint es va al·legar que el New Criticism tractava els textos literaris com a autònoms i divorciats del context històric, i que els seus practicants estaven "desinteressats pel significat humà, la funció social i l'efecte de la literatura".
Mostra de l'escola de teoria de la resposta del lector, Terence Hawkes escriu que la tècnica fonamental de lectura propera es basa en el supòsit que "el subjecte i l'objecte d'estudi —el lector i el text— són formes estables i independents, més que productes de el procés inconscient de la significació", un supòsit que ell identifica com la "ideologia de l'humanisme liberal", que s'atribueix als nous crítics que són "acusats d'intentar dissimular els interessos que treballen en els seus processos crítics". Per a Hawkes, idealment, s'hauria de considerar que un crític "[crea] l'obra acabada mitjançant la seva lectura, i [no] segueix sent simplement un consumidor inert d'un producte 'preparat'".
En resposta a crítics com Hawkes, Cleanth Brooks, en el seu assaig "The New Criticism" (1979), va argumentar que el New Criticism no era diametralment oposat als principis generals de la teoria de la resposta del lector i que els dos es podrien complementar. Per exemple, va dir: "Si alguns dels nous crítics han preferit posar èmfasi en l'escriptura en lloc de l'escriptor, també han donat menys estrès al lector, a la resposta del lector a l'obra. No obstant això, ningú en el seu bon judici podria oblidar el lector. És essencial per "realitzar" qualsevol poema o novel·la.... Sens dubte val la pena estudiar la resposta del lector". Tanmateix, Brooks modera els seus elogis a la teoria de la resposta del lector en assenyalar les seves limitacions, assenyalant que "posar el significat i la valoració d'una obra literària a mercè de qualsevol [lector] individual reduiria l'estudi de la literatura al lector. psicologia i a la història del gust".
Una altra objecció contra el New Criticism és que intenta, equivocadament, convertir la crítica literària en una ciència objectiva, o almenys pretén "portar l'estudi literari a una condició que rivalitza amb la de la ciència". Un exemple d'això és l'assaig de Ransom "Criticism, Inc.", en el qual defensava que "la crítica ha de ser més científica, o precisa i sistemàtica". René Wellek, però, va argumentar en contra d'això assenyalant que alguns dels nous crítics esbossaren la seva estètica teòrica en contrast amb l'"objectivitat" de les ciències.
Wellek va defensar els nous crítics en el seu assaig "The New Criticism: Pro and Contra" (1978).

## Obres importants
- Richards, Ivor Armstrong. Principles of Literary Criticism (en anglès).  Psychology Press, 2001. ISBN 978-0-415-25402-1.
- Richards, Ivor Armstrong. Principles of Literary Criticism (en anglès).  Psychology Press, 2001. ISBN 978-0-415-25402-1.
- Empson, William. Seven Types Of Ambiguity (en anglès).  Read Books Ltd, 2016-09-06. ISBN 978-1-4733-5146-2.
- Eliot, Thomas Stearns. What is a Classic?: Tradition and the Individual Talent (en anglès).  Lipsius & Tischer, 1950.
- Eliot, Thomas Stearns. «Hamlet and his problems». A: The Sacred Wood: Essays on Poetry and Criticism (en anglès).  Methuen, 1967, p. 95-103.
- Ransom, John Crowe. The New Criticism (en anglès).  New Directions, 1941.
- Tate, Allen «Miss Emily and the Bibliographer». The American Scholar, 9, 4, 1940, pàg. 449–460. ISSN: 0003-0937.
- Wimsatt, W. K.; Beardsley, M. C. «The Affective Fallacy». The Sewanee Review, 57, 1, 1949, pàg. 31–55. ISSN: 0037-3052.
- Wimsatt, W. K.; Beardsley, M. C. «The Intentional Fallacy». The Sewanee Review, 54, 3, 1946, pàg. 468–488. ISSN: 0037-3052.
- Brooks, Cleanth. The Well Wrought Urn: Studies in the Structure of Poetry (en anglès).  Dobson, 1968. ISBN 978-0-234-77108-2.
- Warren, Robert Penn «Pure and Impure Poetry». The Kenyon Review, 5, 2, 1943, pàg. 228–254. ISSN: 0163-075X.
- Wellek, René; Warren, Austin. Theory of Literature (en anglès).  Penguin, 1973. ISBN 978-0-14-060027-8.